# Саддлбрук (Міссурі)
Саддлбрук (англ. Saddlebrooke) — селище (англ. village) в США, в округах Крістіан і Тейні штату Міссурі. Населення — 309 осіб (2020).

## Географія
Саддлбрук розташований за координатами 36°49′37″ пн. ш. 93°11′52″ зх. д. / 36.82694° пн. ш. 93.19778° зх. д. (36.827073, -93.197691).  За даними Бюро перепису населення США в 2010 році селище мало площу 18,15 км², з яких 18,15 км² — суходіл та 0,00 км² — водойми.

## Демографія
Згідно з переписом 2010 року, у селищі мешкали 202 особи в 77 домогосподарствах у складі 68 родин. Густота населення становила 11 особа/км².  Було 87 помешкань (5/км²).
Расовий склад населення:
| - 91,1 % — білих - 1,5 % — корінних американців - 0,5 % — азіатів - 3,0 % — осіб інших рас |

До двох чи більше рас належало 4,0 %. Частка іспаномовних становила 4,5 % від усіх жителів.
За віковим діапазоном населення розподілялося таким чином: 20,3 % — особи молодші 18 років, 63,9 % — особи у віці 18—64 років, 15,8 % — особи у віці 65 років та старші. Медіана віку мешканця становила 51,4 року. На 100 осіб жіночої статі у селищі припадало 104,0 чоловіків;  на 100 жінок у віці від 18 років та старших — 98,8 чоловіків також старших 18 років.
Середній дохід на одне домашнє господарство  становив 79 171 долар США (медіана — 74 375), а середній дохід на одну сім'ю — 78 992 долари (медіана — 75 000). За межею бідності перебувало 3,2 % осіб, у тому числі 4,5 % дітей у віці до 18 років та 0,0 % осіб у віці 65 років та старших.
Цивільне працевлаштоване населення становило 141 осіб. Основні галузі зайнятості: роздрібна торгівля — 23,4 %, транспорт — 22,7 %, мистецтво, розваги та відпочинок — 16,3 %, освіта, охорона здоров'я та соціальна допомога — 14,9 %.